# بيترابيرزيا
بيترابيرزيا (بالإيطالية: Pietraperzia)‏ هي بلدية في مقاطعة إنا في صقلية الإيطالية.

## السكان
في سنة 1861 بلغ عدد السكان 10٬607 نسمة، وتطور العدد ليصل في سنة 2011 لـ 7٬227 نسمة.
يظهر هذا المخطط البياني تطور النمو السكاني لـ بيترابيرزيا